# Carla Scaletti
Carla Scaletti (Ithaca, Nova York, 1956) és una arpista americana, compositora, experta en tecnologia musical i la inventora de l'entorn de disseny de so Kyma, així com presidenta de Symbolic Sound.

## Biografia
Carla Scaletti va néixer a Ithaca, Nova York. Va assistir a les escoles públiques d'Albuquerque, Nou Mèxic, va estudiar el Grau Superior de Música a la Universitat de Nou Mèxic, un Màster en Música a la Universitat de Texas Tech, un màster en informàtica a la Universitat d'Illinois i un doctorat en composició a la mateixa escola. Als anys 70, va treballar com a arpista principal a l'Orquestra Simfònica de Nou Mèxic i laLubbock Symphony Orchestra i va compondre per instruments acústics, però més tard va desenvolupar un interès per la música generada per ordinador. Després d'acabar els estudis, va treballar com a investigadora al Grup de So del CERL (Universitat d'Illinois a Urbana-Champaign) i més tard com a professora a la Universitat d'Illinois abans de deixar l'universitari per començar la Symbolic Sound Corporation.
Scaletti va dissenyar el llenguatge de generació de so Kyma i va co-fundar Symbolic Sound Corporation juntament amb Kurt J. Hebel com a escissió del CERL Sound Group.
Scaletti ha publicat articles professionals a la Computer Music Journal.. El 2003 va rebre el premi a exalumnes destacats per contribucions en el camp de música de part de la Universitat de Texas Tech. De 2000 a 2007, va exercir de professora al Centre per la Creació de Música Iannis Xenakis (CCMIX) de París.
Scaletti va ser membre del comitè executiu de la divisó de música generada per ordinador de l'IEEE, membre del consell de la Fundació per la Música Electrònica, i fundadora i directora de SIGSound, un grup d'interès especial dins de l'Association for computing Machinery (ACM). També és la presidenta de la fundació Salvatore Martirano.
El 2017, va rebre el Premi SEAMUS.

## Obres
Scaletti compon música generada per ordinador. Una selecció de les seves obres inclou:
- Motet per mezzo-soprano, narrador, arpa i clarinet de baix (1977).
- Yes per mezzo-soprano i so electrònic (1981).
- Lysogeny per arpa i so generat per ordinador (1983).
- X bar per piano i electrònica (1986).
- Levulose per baix i so generat per ordinador (1986).
- SunSurgeAutomata, so generat per ordinador (1987).
- Trinity per veu i electrònica interactiva (1989).
- Mitochondria, so generat per ordinador (1994).[4]
- Public Organ, electrònica interactiva (1995).
- Lament per veu i electrònica interactiva (1999).
- Tangled Timelines per arpa i electrònica interactiva (1999).
- Frog Pool Farm, so generat per ordinador (2002).
- SlipStick per electrònica interactiva amb control continu (2008).
- Cyclonic, so generat per ordinador (2008).
- Autocatalysis per públic i electrònica interactiva (2010).
- Spider Galaxies, peça de ball contemporani per Gilles Jobin (2011) co-composta amb Cristian Vogel.[5]
- QUANTUM, peça de ball contemporània per Gilles Jobin (2013).
- Conductus per orgue, 3 cantants i electrònica interactiva (2014).

Algunes de les seves obres han estat publicades en CD a:
- CDCM Computer Music Series Vol. 3. Universitat d'Illinois a Urbana-Champaign. CD d'àudio (3 de novembre de 1993), Centaur. ASIN: B0000057SZ

El llenguatge Kyma ha estat utilitzat per preparar les bandes sonores de les següents pel·lícules:
- Guerra dels Mons
- Star Wars episodi III: La venjança dels Sith
- Buscant en Nemo
- Star Wars episodi II: L'atac dels clons
- WALL-E
- El Cavaller Fosc
- Mestre i Comandant

El llenguatge Kyma ha estat utilitzat per preparar les bandes sonores dels següents videojocs:
- World of Warcraft
- Mirror's Edge
- Dark Messiah
- Quake II
- Mage Knight